# Phlebohecta fuscescens
Phlebohecta fuscescens är en fjärilsart som beskrevs av Moore 1879. Phlebohecta fuscescens ingår i släktet Phlebohecta och familjen bastardsvärmare. Inga underarter finns listade i Catalogue of Life.